# Stříbrozobka malabarská
Stříbrozobka malabarská (Euodice malabarica) je druh malého astrildovitého ptáka z rodu Euodice. Obývá indický subkontinent a přilehlé regiony a je blízce příbuzná stříbrozobce zpěvné, přičemž dochází k častému křížení mezi těmito druhy. Mimo jiné ale byl tento druh uměle zaveden i do jiných částí světa. Stříbrozobky malabarské vyhledávají suché oblasti s dostatkem křovin či podobných faktorů, které jim v případě potřeby mohou poskytnout ochranu.

## Popis

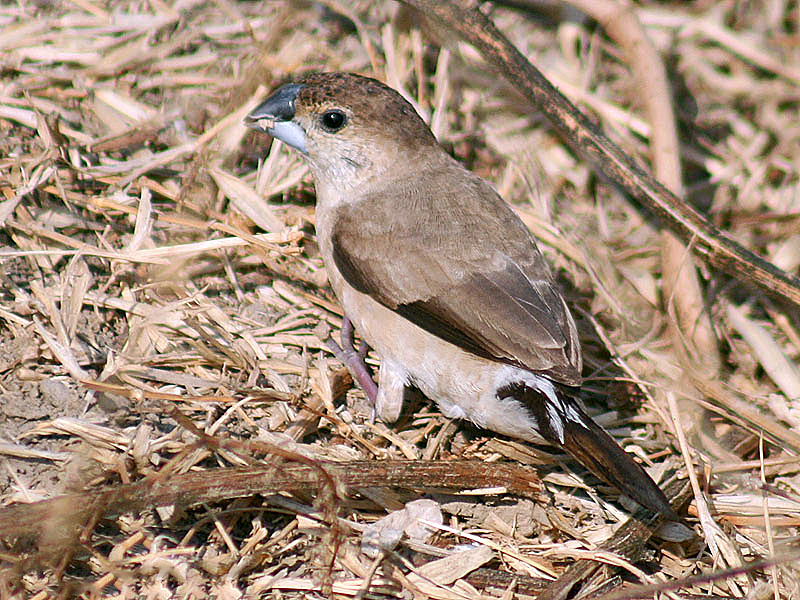

Stříbrozobka malabarská je 11 až 11,5 cm dlouhý pták převážně hnědé barvy, která má různé odstíny, od velmi světle hnědé na břiše až po tmavě hnědou na křídlech a letkách. Ocas může být tmavě hnědý až černý. Rozeznat pohlaví je u jedinců ve volné přírodě téměř nemožné, není zde vůbec žádný pohlavní dimorfismus, u chovných jedinců lze udělat testy DNA. Mladí jedinci mají kratší ocas a břicho má většinou tmavší hnědou barvu, než je tomu u dospělých. Zajímavostí je, že ve volné přírodě se často vyskytují kříženci právě stříbrozobek malabarských a stříbrozobek zpěvných.
Stříbrozobky malabarské se živí hlavně semeny, sekundárně i drobným hmyzem. Výjimečně se krmí i nektarem ze zarděnic.

## Výskyt
Stříbrozobky vyhledávají suchá stanoviště jen s nízkým porostem, například křovinami, a to jedině v blízkosti vody. Vyskytují se i na sub-himálajských pláních. Areál rozšíření tohoto druhu zahrnuje Pákistán, Nepál, Bangladéš, Indii, Srí Lanku, Írán a Izrael. Uměle byli stříbrozobky malabarské vysazeny i v jiných koutech světa, například v Jordánsku, Kuvajtu, Ománu, Portoriku, Kataru, Saúdské Arábii, Spojených státech...
Ačkoliv se nejedná o příliš aktivního či dokonce tažného ptáka, během sezóny se mohou na kratší vzdálenosti, v rámci desítek kilometrů, přesouvat.

## Ekologie
Stříbrozobky malabarské jsou společenští ptáci, shlukují se do hejn až o 60 kusech. Potravu sbírají na zemi, nízkých keřích nebo stéblech trávy, málokdy vyletí do větších výšek. Vše dělají za neustálého cvrlikání. Důležitou součást jejich života patří i vodní plochy, v jejich okolí si vyhledávají možné obydlí.
Období hnízdění je různé a liší se podle populací; populace v Íránu hnízdí v jiné době, než ta v Nepálu. Co se ale jižní Indie týče, pak zde ptáci hnízdí v zimě. Hnízdo je sestavené především ze stébel trávy, má postranní vchod a bývá umístěné na nízkých keřích. Někdy využívají k vlastnímu hnízdění i hnízda snovačů. Snůška čítá čtyři až osm bílých vajec, která oba rodiče inkubují po dobu asi 11 dnů.
Častým parazitem v peří stříbrozobek malabarských je Trypanosoma avium.

## Taxonomie
Druh stříbrozobka malabarská byl poprvé popsán švédským biologem Carlem Linnéem v roce 1758 v jeho několikáté publikaci Systema Naturae a to pod latinským názvem Loxia malabarica. Loxia, neboli křivka, je rod ptáků, přičemž tři druhy z tohoto rodu se dokonce vyskytují i v Česku. Následně byly stříbrozobky malabarské zahrnuty mezi rody Uroloncha a Aidemosyne a později do rodu Lonchura, kam je přiřadil Jean Delacour v roce 1943. Kvůli rozdílům oproti ostatním členům rodu však byla stříbrozobka malabarská spolu se stříbrozobkou zpěvnou nově přeřazeny do samostatného rodu Euodice (např. del Hoyo a kol. 2016). Tuto klasifikaci uznává jak ITIS, tak IUCN. Tento druh netvoří žádné poddruhy.